# اي جي بي او
اي جي بي او (المعروفة أيضًا باسم جوزي اي جي بي او) هي شركة ترفيه أمريكية مستقلة مقرها في وسط مدينة لوس أنجلوس، أسسها ويديرها أنتوني وجو روسو (المعروفان بشكل جماعي باسم الأخوين روسو) ومايك لاروكا في عام 2017. تشمل الإنتاجات التلفزيونية الأخيرة لشركة اي جي بي او مسلسل القلعة ، وهو مسلسل تلفزيوني على أمازون برايم فيديو بطولة ريتشارد مادن وبريانكا تشوبرا جوناس .  تتضمن أفلام اي جي بي او الأخيرة إكستراكشن ، الذي كتبه جو روسو وقام ببطولته كريس هيمسورث ؛ إكستراكشن 2 ؛  الرجل الرمادي مع نتفليكس في عام 2022؛ الفيلم الحائز على جائزة الأوسكار كل شيء في كل مكان دفعة واحدة ؛ وفيلم الحالة الإلكترونية لعام 2025. 
تشمل إنتاجات اي جي بي او القادمة إعادة إنتاج حية لفيلم هرقل ، من إخراج جاي ريتشي ؛  الرجل الرمادي 2 ؛  وأفلام عالم مارفل السينمائي المنتقمون: يوم القيامة و المنتقمون: الحروب السرية .

## التاريخ

### تطورات الأعمال
في مارس 2015، أعلن الأخوان روسو عن إطلاق شركة إنتاج، كانت تُعرف آنذاك باسم إنتاجات جيت أواي، وتعيين مايك لاروكا رئيسًا لها. 
تأسست اي جي بي او رسميًا في عام 2017 على يد المخرجين والمخضرمين السينمائيين أنتوني وجو روسو ، اللذين يشغلان أيضًا منصب الرئيسين المشاركين. 
في مارس 2018، أُعلن أن كاتبي السيناريو كريستوفر ماركوس وستيفن ماكفيلي ، اللذين كتبا سيناريوهات فيلمي كابتن أمريكا: الجندي الشتوي وكابتن أمريكا: الحرب الأهلية ، تم تعيينهما رئيسين مشاركين لقسم القصة في اي جي بي او، مما أضاف إلى القائمة التنفيذية.  كان اسم "اي جي بي او" هو اللقب الذي اختاره أنتوني وجو روسو عشوائيًا من دليل هاتف ولاية أوهايو قبل سنوات. 
في 5 يناير 2022، أُعلن أن الأخوين روسو باعا حصة أقلية بنسبة 38% في "اي جي بي او" لشركة نيكسون، وهي شركة صناعة ألعاب مقرها طوكيو، مقابل 400 مليون دولار.  وبناءً على ذلك، تم تقييم اي جي بي او بمبلغ 1.1 مليار دولار. 

### تطورات الإنتاج

#### 2016–2017: سنوات التأسيس
في يوليو 2016، أُعلن أن الأخوين روسو سيشاركان في إنتاج الفصل المُهلك إلى جانب المبدع ريك ريميندر  وحصلا على طلب عرض تجريبي على قناة ساي فاي في سبتمبر 2017  وقام ببطولته لانا كوندور وبينديكت وونغ وتم عرضه من 20 ديسمبر 2018 حتى 20 مارس 2019.  
في يونيو 2016، أُعلن أن الأخوين روسو سينتجان فيلم الأكشن 21 جسرًا لشركة إس تي إكس إنترتينمنت .  في يوليو 2018، أُعلن أن تشادويك بوسمان سيشارك في بطولة الفيلم الذي أنتجته شركة اي جي بي او والذي عُرض في 22 نوفمبر 2019. 
في أغسطس 2017، أُعلن أن شركة اي جي بي او حصلت على حقوق كتاب مخرج غربًا مع مورتن تيلدوم لإخراجه.  في 31 ديسمبر 2017، أدرج باراك أوباما كتاب مخرج غربًا في قائمته لأفضل الكتب التي قرأها في عام 2017،  ثم أعلنت شركة إنتاج أوباما، إنتاجات هاير غراوند ، أنها ستتعاون مع اي جي بي او لإنتاج فيلم مقتبس عن الرواية لـ نتفليكس ، مع ريز أحمد كبطل، ويان ديمانج كإخراج. 
في ديسمبر 2017، أُعلن أن اي جي بي او فازت بحقوق الرواية المصورة الدولة الكهربائية للكاتب سيمون ستالينهاج ،  ثم في مارس 2018 أُعلن أن الثنائي كريستوفر ماركوس وستيفن ماكفيلي سيطوران سيناريو الفيلم . 

#### 2018–2022: إطلاق الاستوديو
في يناير 2018، أُعلن أن اي جي بي او و نيون حصلتا على الحقوق العالمية لفيلم أمة الاغتيال ، الذي كتبه وأخرجه سام ليفينسون ، في مهرجان صندانس السينمائي في صفقة بقيمة 10 ملايين دولار،  وتم إصدار الفيلم في وقت لاحق من ذلك العام في 21 سبتمبر 2018 بالاشتراك مع مصفاة 29 .  في يونيو 2018، حصلت شركة اي جي بي او على حقوق إنتاج فيلم مقتبس من رواية الرجل الهامس للكاتب أليكس نورث، مع إنتاج شركة اي جي بي او. 
في أغسطس 2018، اختارت شركة اي جي بي او رواية كرز للكاتب نيكو ووكر في حرب مزايدة وأعلنت أن هذا سيكون الفيلم التالي الذي سيخرجه الأخوان روسو بعد المنتقمون: نهاية اللعبة .  يشارك في بطولة الفيلم توم هولاند وسيارا برافو . 
في 30 أغسطس 2018، أُعلن أن أنتوني وجو روسو من المقرر أن ينتجا فيلم الخيال العلمي والأكشن كل شيء في كل مكان دفعة واحدة للمخرج دانييلز ( دانييل كوان ودانييل شينرت ) مع شركة إيه 24 كموزع.  
في 30 أغسطس 2018، أُعلن أن سام هارغريف سيخرج فيلم دكا، والذي أُعيدت تسميته لاحقًا إلى إكستراكشن ، من سيناريو جو روسو مع كريس هيمسورث الذي سيشارك في بطولة الفيلم.  تم إصدار الفيلم على نتفليكس في 24 أبريل 2020، وحصل على أكبر نسبة مشاهدة في تاريخ الموقع، مما أدى إلى وضع تكملة قيد التطوير من قبل نفس الفريق. 
في أكتوبر 2018، أُعلن أن اي جي بي او ستتولى إنتاج فيلم الرعب المستقل ريليك بطولة إميلي مورتيمر  والذي كان أول ظهور إخراجي لناتالي إيريكا جيمس وظهر لأول مرة وحاز على إشادة النقاد في مهرجان صندانس السينمائي في يناير 2020.  في 10 مارس 2020، استحوذت شركة آي إف سي فيلمز على فيلم ريليك الذي أنتجته شركة اي جي بي او مع تحديد تاريخ الإصدار في 10 يوليو 2020.  
في أكتوبر 2018، أُعلن أن شركة اي جي بي او ستتعاون مع شركة كوندي ناست إنترتينمنت لإنتاج فيلم الإثارة الموصل ، ومن المقرر أن يقوم كاتب سيناريو حرب الزومبي العالمية ماثيو مايكل كارناهان بإخراج الفيلم.  عُرض الفيلم في مهرجان البندقية السينمائي الدولي السادس والسبعين ومهرجان تورنتو السينمائي الدولي 2019 . تم الاستحواذ عليه لاحقًا بواسطة نتفليكس وتم إصداره في نوفمبر 2020. 
في 20 مارس 2019، استحوذت اي جي بي او على نص جيه جيه برايدر كل المرح والألعاب . 
في أبريل 2020، أُعلن أن الأخوين روسو سيتعاونان مع شركة والت ديزني بيكتشرز لإنتاج نسخة جديدة حية من فيلم الرسوم المتحركة هرقل الذي صدر عام 1997.
اشترت شركة أبل حقوق فيلم كرز ، بطولة توم هولاند في سبتمبر 2020 - وعُرض الفيلم على أبل تي في + في أوائل عام 2021. 
في ديسمبر 2020، انتشر خبر اختيار الممثلين في الحالة الإلكترونية بأن ميلي بوبي براون ستشارك في بطولة فيلم الخيال العلمي القادم. 
في أبريل 2021، أُعلن أن شركة إيبيكس قد أعطت طلبًا مباشرًا لمسلسل مكون من 10 حلقات لـ من ، وهو مسلسل رعب خيال علمي معاصر، من تأليف جون جريفين وإنتاج اي جي بي او والأخوة روسو .  تم تجديده لموسم ثانٍ في أبريل 2022. في يوليو 2021، أعلنت شركة اي جي بي او أنها تتعاون مع نتفليكس مرة أخرى لفيلم إثارة سرقة قادم من بطولة ريج جان بايدج وكتبه نواه هولي . 
في أغسطس 2021، أعلنت هولو عن توسيع مجموعة الجرائم الحقيقية الخاصة بها، بما في ذلك المسلسل الوثائقي الجمهور الأسير  والذي يتم إنتاجه تنفيذيًا بواسطة أنتوني روسو وجو روسو ومايك لاروكا من اي جي بي او. 

#### 2022–: عالم اي جي بي او
في 13 يناير 2022، تم الإعلان عن اختيار الممثلين لفيلم الرعب والإثارة القادم كل المرح والألعاب ، والذي تنتجه شركة اي جي بي او، مع آسا باترفيلد وناتاليا داير للبطولة وآري كوستا وإيرين سيليبوجلو للإخراج المشترك. 
في فبراير 2022، أُعلن أن اي جي بي او و ديزني تيليفشن أنيمايشن ستنتجان فيلمًا رسوميًا مقتبسًا عن سوبر فادج ، أحد أكثر كتب جودي بلوم مبيعًا. 
في 17 يونيو 2022، أُعلن أن جاي ريتشي سيخرج النسخة الحية الجديدة من فيلم هرقل . 
في يوليو 2022، أُعلن أن برنامج هولو الناجح، الجمهور الأسير ، والذي تم إنتاجه تنفيذيًا بواسطة الأخوين روسو ، أصبح البرنامج التلفزيوني غير الخيالي الأكثر مشاهدة على هولو في الشهر الأول من إصداره. 
تم الإعلان عن تكملة فيلم الرجل الرمادي والمشتق منه مع نتفليكس في يوليو 2022؛ والذي سيشهد عودة رايان جوسلينج لدوره كـ "الرجل الرمادي"، مع إنتاج اي جي بي او وإخراج الأخوين روسو .  سيقوم بول ويرنيك وريت ريس ، مؤلفا ديدبول ، بكتابة السلسلة الفرعية. 
في 15 سبتمبر 2022، أُعلن أن شركة اي جي بي او ستتولى الإنتاج التنفيذي لمسلسل بوتش وساندانس في أستوديوهات أمازون ، بطولة ريج جان بايدج وغلين باول . 
أعلنت سلسلة القلعة العالمية عن اختيار ماتيلدا دي أنجيليس لتكون بطلة الجزء الإيطالي من سلسلة أفلام الإثارة والتجسس، والتي تنتجها شركة اي جي بي او بالتعاون مع أستوديوهات أمازون . 
في نوفمبر 2022، أُعلن عن انضمام جيانكارلو إسبوزيتو ، وكي هوي كوان ، وأنتوني ماكي ، وبيلي بوب ثورنتون إلى فريق عمل مسلسل الحالة الإلكترونية . 
في نوفمبر 2022، أُعلن أن الأخوين روسو سينتجان ويخرجان مسلسلًا محدودًا من ثماني حلقات حول فضيحة إف تي إكس بالاشتراك مع أستوديوهات أمازون . 
في نوفمبر 2022، أطلقت مجلة فارايتي على الأخوين روسو لقب "رجل العرض لهذا العام" وظهر على الغلاف الأخوين روسو مع كريس برات وبريانكا شوبرا وزوي سالدانيا كجزء من مشاريع اي جي بي او القادمة 

#### التطورات المجتمعية
تم إنشاء برنامج المنح التابع للمنتدى الوطني للأفلام الإيطالية الأمريكية في عام 2017 من خلال اي جي بي او، ويمنح سنويًا منحًا متعددة بقيمة 8000 دولار لصانعي الأفلام الطموحين في جميع أنحاء البلاد لإنشاء أفلام وثائقية أو خيالية أو سردية غير خيالية تستكشف التجربة الإيطالية الأمريكية لصالح الأجيال القادمة.
في أكتوبر 2017، أُعلن أن الأخوين روسو سيقدمان زمالة سنوية مع مهرجان سلامدانس السينمائي والتي ستتكون من جائزة قدرها 25000 دولار ودعم لصناعة الأفلام ومكتب في اي جي بي او. 
في يونيو 2019، أُعلن أن اي جي بي او دخلت في شراكة مع معهد الفيلم الأمريكي للحصول على منحة تطوير افتتاحية والتي ستمنح المستفيد 25000 دولار لتطوير مشروع بالإضافة إلى الإرشاد لمدة عام من اي جي بي او. 
في مايو 2020، أعلن الأخوان روسو عن بودكاست الفيديو الجديد الخاص بهم، مدرسة بيتزا للأفلام .  تهدف هذه البودكاست إلى تثقيف الناس ونشر حبهم للأفلام الكلاسيكية المفضلة، بالإضافة إلى مطاعم البيتزا المحلية، بينما يتواجد عشاق السينما في منازلهم أثناء الوباء. وكان من بين الضيوف جوش برولين ، وتايكا وايتيتي ، ومارك هاميل ، وبوب جيل ، وغيرهم.  تم عرض الموسم الثاني لأول مرة في أبريل 2023 مع حديث الأخوين روسو مع مخرجين آخرين بما في ذلك حلقة فيروسية مع زاك سنايدر ، والتي كانت بمثابة تقاطع بين عالمي مارفل و دي سي. ومن بين الضيوف الآخرين إيميرالد فينيل ، ونيا داكوستا ، وجستن لين ، وجستين تشون ، ور. جاي كاتلر ، وغيرهم. 
في أبريل 2021، بدأت اي جي بي او في إدارة مسابقتها السنوية "لا نوم حتى مهرجان الفيلم"، وهي فرصة للمبدعين الناشئين لتقديم فيلم قصير للنظر فيه من قبل الفرق التنفيذية في اي جي بي او.  يدعو مهرجان الأفلام القصيرة الافتراضي صانعي الأفلام من جميع البلدان إلى صنع فيلم قصير في 48 ساعة فقط.  تلقى العام الأول من المهرجان أكثر من 700 طلب تقديم من صانعي الأفلام في أكثر من 60 دولة. 
في عام 2022، ساعد جو روسو في تأسيس وتمويل مهرجان سانت أندروز السينمائي الدولي السنوي الافتتاحي، من خلال اي جي بي او، بالشراكة مع جامعة سانت أندروز في اسكتلندا. ويعرض المهرجان السينما العالمية ويستضيف ورش عمل لصناع الأفلام. تظل شركة اي جي بي او الراعي الرئيسي للمهرجان. 